# دانیل وارگا
دانیل وارگا (انگلیسی: Dániel Varga؛ زادهٔ ۲۵ سپتامبر ۱۹۸۳) بازیکن واترپلو اهل مجارستان است.
وی در مسابقات کشوری و بین‌المللی در مجموع برندهٔ ۲ مدال طلا، ۹ مدال نقره، ۳ مدال برنز شده‌است.